# Masdevallia speciosa
Masdevallia speciosa är en orkidéart som beskrevs av Carlyle August Luer. Masdevallia speciosa ingår i släktet Masdevallia och familjen orkidéer. Inga underarter finns listade i Catalogue of Life.